# Mes souliers sont rouges
Mes souliers sont rouges, parfois abrégé MSSR, est un groupe de folk français formé en 1991. D'abord traditionnel québécois et français, son style musical s'oriente ensuite vers la variété française. Il connait plusieurs interruptions dans sa carrière.

## Biographie
Le groupe est formé en 1991 à Caen (Normandie) par Emmanuel (Manu) Savinelli, Dominique (Jimi) Adrix et François Boros (Gullivan). Ses premiers albums (dont Tape la galoche (1995), le plus vendu à ce jour) sont principalement composés de chansons traditionnelles réarrangées d'origine québécoise (comme La Poule à Colin), française (Vive la rose) ou cajun (L'Arbre est dans ses feuilles). Les derniers albums comportent plus de compositions du groupe et s'éloignent beaucoup du style des débuts. Le groupe a une grande expérience de la scène et incite toujours les spectateurs à danser et à participer lors des concerts.
En 2000, le groupe sort son quatrième album, intitulé Proches, un album live, qui atteint la 66e place des charts français, et la 41e place des charts belges,. Il apparaît dans l'épisode Voix de fête de l'émission de C'est pas sorcier en 2001. En 2003 sort son cinquième album, 5, qui atteint la 71e des charts français, et la 48e des charts belges. En 2004, après le départ de François Boros « Gullivan », il ne reste dans le groupe plus aucun des membres fondateurs du groupe. Parmi ces derniers, Manu, Jimi et Gullivan, donnent quelques concerts en 2005 sous le nom de Six pieds sur terre.
Au mois de décembre 2006, le groupe annonce sa fin, par l'entremise de son site Internet, plusieurs membres voulant alors se consacrer à leurs propres carrières personnelles et à d'autres projets professionnels. Ainsi se terminent quinze ans de succès sur tout le territoire français et même parfois au-delà : le groupe a fait plusieurs tournées en Europe (Belgique, Suisse, Luxembourg, Royaume-Uni, Pays-Bas, Allemagne, Danemark) mais aussi aux États-Unis, au Canada et en Australie. En mars 2008, ses managers, Arno Maneuvrier et Hugues Maréchal, publient un recueil de souvenirs sur la vie du groupe, sous forme de chroniques au ton qui se veut drôle et décalé, Une page de tournée (dix ans avec le groupe Mes souliers sont rouges).
Le 17 mars 2011, le groupe d'origine, Le Rouge, composé de Manu, Jimi, Gullivan, Michel et accompagné du contrebassiste Jacques Jourdan se reforme pour un concert au Zénith de Caen à l'occasion des dix ans du centre d'animation Tandem. Le groupe se produit ensuite lors de quelque 75 dates entre l'hiver 2011 et l'été 2016 sous l'appellation MSSR retour aux sources. En avril 2018, le groupe repart dans une nouvelle formation avec Gullivan (fondateur), Deny (seul musicien à avoir enregistré tous les albums) et trois jeunes musiciens chanteurs et multi-instrumentistes.
En 2019 est publié l'album Ce qui nous lie. Le groupe continue par la suite de tourner dans l'hexagone.
Périnne Diot accompagne le groupe de façon ponctuelle en 2020. Interprète diplômée en langue des signes et cofondatrice du collectif 10 Doigts en Cavale (Collectif d’interprètes au service de la musique), elle rend accessible le concert aux publics sourds et malentendants. Elle intègre pour de bon le groupe au printemps 2022 pour la tournée de l’album Faut Se Mêler.

## Membres

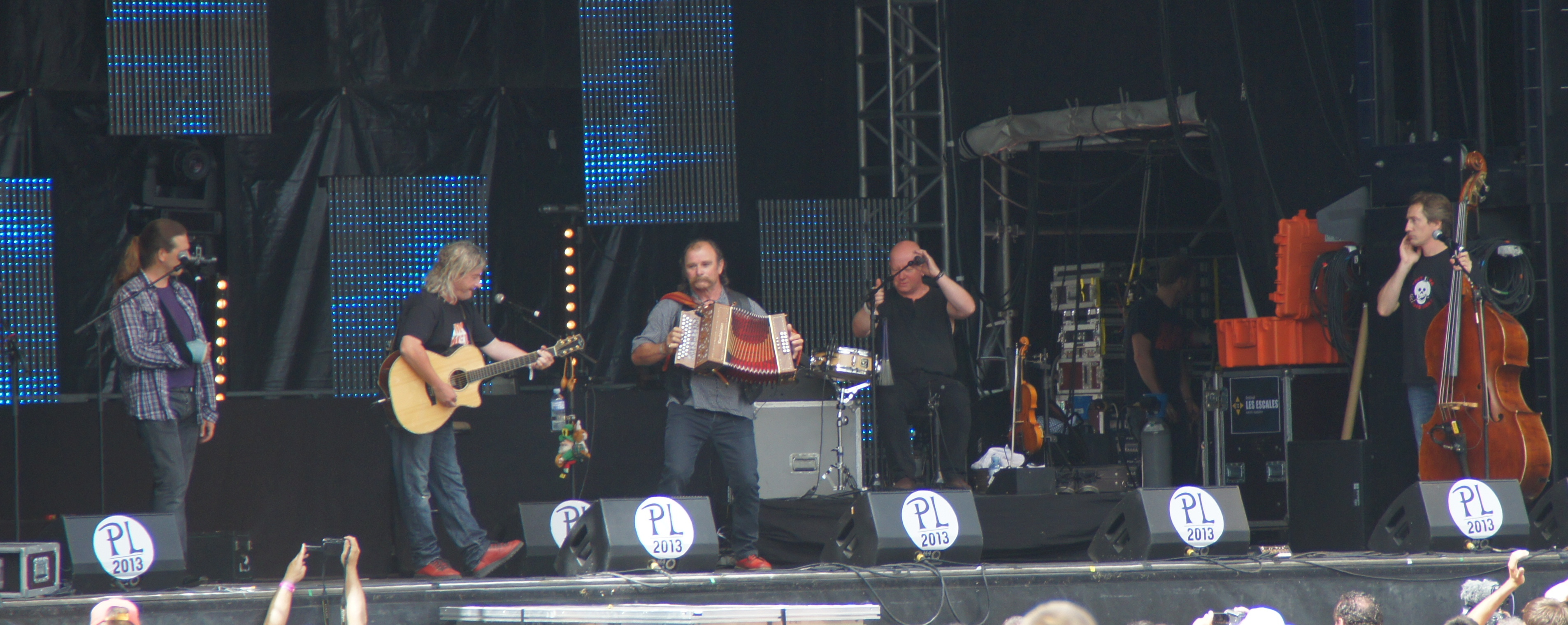
Mes souliers sont rouges, lors de l'édition Festival du chant de marin de Paimpol en 2013 ; de gauche à droite : François Boros, Dominique Adrix, Michel Thomine, Emmanuel Savinelli, et Jacques Jourdan.

### Membres actuels
- François « Gullivan » Boros : chant, mandoline, guitare, podorythmie, triangle, percussions (fondateur, 1991-2004, depuis 2011)
- Deny Lefrançois : chant, contrebasse, guitare, percussions (depuis 1995)
- Simon Leterrier : chant, accordéon, banjo, guitare, bouzouki, harmonica, podorythmie (depuis 2018)
- Jacky Beaucé : chant, uilleann pipes, flûte irlandaise, whistles, violon (depuis 2018)
- Efflam Labeyrie : chant, guitare DADGAD, banjolélé (depuis 2018)
- Périnne Diot : chansigne (depuis 2020)

### Anciens membres
- Emmanuel « Manu » Savinelli : pieds, violon, banjo, guitare, caisse claire, guimbarde, chant (fondateur : 1991—1996, 2011—2016)
- Dominique « Jimi » Adrix :  guitare, chant (fondateur : 1991—1999, 2011—2016)
- Michel Thomine : accordéon, chant (1992—1995, 2011—2016)
- Ludovic Syffert : chant, accordéon, tin whistle, bodhrán (1995—2006)
- Stéphane Devineau : chant, violon, guitare, banjo, mandoline (1997—2006)
- Yannick Duhamel :  chant, guitare (1999—2006)
- Lionel Langlinay :  chant, percussions, batterie (2005—2006)
- Jacques « Jacques Le Rouge » Jourdan :  contrebasse, chant (2011—2016)